# أليسون فينتر
أليسون فينتر (بالإنجليزية: Alison Winter)‏ هي أستاذة جامعية أمريكية، ولدت في 19 نوفمبر 1965 في نيو هيفن في الولايات المتحدة، وتوفيت في 22 يونيو 2016 في شيكاغو في الولايات المتحدة بسبب سرطان.